# Александровски дворац
Александровски дворац (рус. Александровский дворец) је бивша царска резиденција у близини града Царско Село у Русији, око 48 км јужно од Санкт Петербурга. Дворац је наручила царица Катарина Велика 1792. године.
Због приватности коју је пружао, Александровски дворац је био званично пребивалиште последњег руског цара, Николаја II и његове породице. Његова сигурност и повученост била је већа у поређењу са Зимском палатом током година непосредно пре Руске револуције. Године 1917. палата је постала првобитно место затвора породице након прве од две руске револуције у фебруару које су свргнуле Романове током Првог светског рата. Дворац се налази у Александровском парку, недалеко од Катарининог парка и већег, сложенијег Катарининог дворца.  Александровски дворац је у фази реновирања као државни музеј у коме се налазе реликвије некадашње царске династије.

## Изградња током владавине Катарине Велике (Катарина II)
Александровски дворац изграђен је као царско уточиште за одмор, у близини града Царско Село, 48 километара јужно од царске престонице Санкт Петербурга. Наручила га је царица  Катарина Велика (1792–1796, владала 1762–1796), саграђен у близини раније Катаринине палате за њеног омиљеног унука, великог војводу Александра Павловича, будућег цара Русије Александра I (1777–1825, владао 1801–1825), поводом његовог брака 1793. са великом војвоткињом Елизабетом (Јелисаветом) Алексејевном, рођеном принцезом Лујзом Маријом Аугустом Баденском.
Неокласичну зграду планирао је Ђакомо Куаренги и саграђена је између 1792. и 1796. године. Сагласили су се да се архитекта истакао у стварању ремек-дела. 1821. године, четврт века касније, син архитекте је написао: 
"Елегантна зграда која гледа на прелепу нову башту ... у Царском Селу, пројектовао је и изградио мој отац на захтев Катарине II, као летњу резиденцију за младог великог кнеза Александра, нашег данашњег суверена. У складу са статусом особе за коју је Палата замишљена, архитекта ју је обликовао с највећом једноставношћу, комбинујући функционалност са лепотом. Његова достојанствена фасада, хармоничне пропорције и умерена орнаментика ... такође се манифестују у унутрашњости ..., без угрожавања удобности у тежњи за величанственошћу и елеганцијом."

## Дом великог кнеза Александра Павловича и велике кнегиње Јелисавете Алексејеве
Александар је палату користио као летњу резиденцију током владавине своје баке и свог оца,Павла. Међутим, када је постао цар, одлучио је да борави у много већој оближњој Катарининој палати.

## Под Николајем I
Александар I је дао дворац свом брату, будућем Николају I, за летњу резиденцију. Од тада је то била летња резиденција престолонаследника. Од 1830. до 1850. изведена је опсежна поновна декорација према нацртима Д.Церфолиа, А.Тона, Д.Јефимова, А.Штакеншнајдера и других, у складу са промењеним укусима. Изглед формалних и приватних просторија палате током владавине Николаја могу се видети у изврсним акварелима Е. Хауа, И. Премација и И. Волског од 1840. до 1860. У то време изграђена је чувена планинска сала која је имала уграђен велики тобоган за децу Николаја I. Николај I и његова породица живели су у палати од раног пролећа до краја маја и након кратког периода у Краснојем Селу током маневара вратили се у палату да би тамо провели време до касне јесени. 1842. године, пар је прославио своју сребрну годишњицу венчања серијом гала забава, укључујући средњовековни турнир у спортовима на коњима. Две године касније, породица је оплакивала смрт Николајеве ћерке Велике војвоткиње Александре (1825–1844), која се родила у дворцу и тамо живела последњих неколико месеци свог живота. 19. октобра 1860. године у палати је умрла и царица Александра Фјодоровна.

## Под Александром III и Маријом Фјодоровном
Александар III и његова супруга рођена у Данској Марија Фјодоровна имали су своје станове у десном или западном крилу палате у близини вртова. Пре њиховог ступања на царски престо, Марија је у Александровој палати родила њихово најстарије дете, будућег Николаја II. У свом дневнику тадашњи царевић Александар забележио је важан догађај рођења свог првог детета,
"Око 12.30 моја жена је отишла у спаваћу собу и легла на кауч, где је све било припремљено. Болови су постајали све јачи и јачи, и Мини је било све теже. Коначно, око 2.30, породила се, Бог нам је послао сина кога смо назвали Николај. Каква је то радост била! Плакао сам као дете али срце ми је било лако и весело."
Цела царска породица била је присутна рођењу првог детета Александра и Марије. У писму својој мајци, краљици Лујзи, царевна је написала: "...цар ме је држао за једну руку, мој Саша за другу, док ме је царица пољубила."
После смрти Александра III, Марија Фјодоровна је боравила у дворцу у својим собама док би посећивала сина (цара Николаја II) и снају (Александра Фјодоровна). Како је отуђење са Александром Фјодоровном постајало све очигледније, посете удовице царице постајале су све ређе.

## Под Николајем II и Александром Фјодоровном
Дворац је ипак најпознатији по улози коју је имао у време владавине последњег цара, Николаја II. Он и његова супруга Александра Фјодоровна увек су волели дворац и одлучили су да га учине својим сталним пребивалиштем после догађаја Крваве недеље, који су Зимску палату учинили опасном за њих. Преуредили су бившу двоспратну плесну дворану у јаворову собу  и нови студио  и додали собе за своју децу на спрату изнад. На ужас двора, Александра и њен архитекта Мелцер изабрали су тада модеран стил украшавања, Југендштил или Арт Нуво, који је аристократија сматрала да одговара „средњој класи“ и да је лошија од „империјалног“. Једна од ових најпознатијих соба је Алекандрина јаворова соба.
Током владавине Николаја II, палата је била снабдевена струјом и опремљена телефонским системом. 1899. године постављен је хидраулични лифт који је повезивао царичин апартман са дечјим собама на другом спрату. Надаље, појавом филмова, у Полукружној дворани изграђена је кабина за приказивање филмова.
Током олујних година рата и револуције, монументални зидови Александрове палате заштитили су Царску породицу од спољног света. Пјер Жилиар, васпитач сина Николаја II, имао је слободан приступ овом унутрашњем светилишту. У својим мемоарима тутор је касније описао да је породични живот у Царском Селу био мање формалан него у другим резиденцијама. Осим неколико изузетака, двор није боравио у палати. Царска породица би се неформално окупљала за столом током оброка без послуге, осим ако родбина не би била у посети.

## Романови у кућном притвору
Николај II је абдицирао са престола Русије 2. марта 1917. Тринаест дана касније, вратио се у Александровски дворац не као цар Русије, већ као пуковник Романов. Царска породица је сада држана у кућном притвору и била је затворена у неколико просторија палате, а надгледала ју је стража са фиксним бајонетима. Режим њиховог заточеништва, који је разрадио сам Александар Керенски, предвиђао је строга ограничења у животу царске породице: изолација од спољашњег света, стража током њихових шетњи у парку, забрана било каквих контаката и преписке, осим одобрених писама. Жилиар је забележио: "У слободно време, после часова, царица и њене ћерке шиле су или везле, никад беспослене...Током шетњи, сви чланови породице, изузев царице, били су физички активни: чистили су стазе у парку од снега, секли суве гране, скупљали дрво за ватру. Кад је било топло, радили су у башти..."
Због све несигурније ситуације у Санкт Петербургу, лидер привремене владе Александар Керенски донео је одлуку да породицу Романов пресели из дворца у унутрашње изгнанство у Тобољск у далеком Сибиру. Било је захтева да се затвореници сместе у затвор у озлоглашеној тврђави Светог Петра и Павла у Санкт Петербургу. Да би се то избегло, ујутру 1. августа 1917. воз је одвезао породицу. Никада се нису вратили.

## После Романових
Недуго након одласка Романових у Сибир, у оквиру Александровског дворца основан је музеј. Радио је до почетка Другог светског рата. На почетку рата највреднији намештај евакуисан је у унутрашњост земље. Преостали делови колекције били су сакривени у подруму.

## Немачка окупација током Другог светског рата
Током нацистичке немачке окупације, палата је коришћена као седиште немачке војне команде. Простор испред палате претворен је у гробље за СС војнике. Уметнички и историјски јединствене колекције су делимично уништене. Како су немачке снаге напуштале Совјетски Савез, многе од бивших царских палата биле су запаљене. Александровски дворац је поштеђен.

## После рата
После протеривања немачких снага, палата је коришћена као депо за уметничка дела која су се враћала у то подручје. Суседни Катаринин дворац био је опљачкан и углавном уништен. Једно време је било планирано да се врате ентеријери Александрове палате, али је ова одлука преиначена. Како је совјетски режим обесхрабривао интересовање за Николаја II и његову породицу, тако је било и интересовање за њихову резиденцију. Нови план био је стварање музеја Пушкину. Изузев тешко оштећене рецепције и новог студија, приватне собе царске породице преиначене су у обичне изложбене сале. Тада је музејски план стављен на полице, а палата је предата совјетској морнарици. Многе некадашње колекције дворца и даље су постојале, али су пресељене у друге музеје попут Палате Павловск.

## Новија историја
Када се показало да совјетска морнарица намерава да напусти комплекс, Александровски дворац је 1996. године укључен у Светски списак споменика који захтевају пажњу од стране Светског фонда за споменике. Исте године, Американ Експрес је финансирао, а фонд је помогао у хитним обновама крова на левом крилу палате Николаја II, чинећи приближно једну трећину укупне кровне конструкције зграде.
У лето 1997. године отворена је стална поставка посвећена царској породици. Поједини елементи пријемне собе, новог студија Николаја II и салон Александре Фјодоровне поново су креирани како би се створила позадина за изложбе историјских костима, оружја и предмета примењене уметности. Портрет Александре Фјодоровне Фридриха фон Каулбаха враћен је на првобитни положај. Изложена је и одећа коју је носила последња царска породица и униформе везане за двор цара Николаја II. Велики део ове одеће преживео је само зато што је коришћен као заштита за драгоценије предмете када је палата евакуисана у Другом светском рату.
2010. су поново отворене три највеће јавне просторије у средњем крилу, након делимичне рестаурације: полукружна сала, портретна сала и мермерни салон. Међутим, упркос најбољим напорима кустоса, ограничени фондови за рестаурацију, распршене колекције и одсуство палми и цвећа - из сада несталих царских стакленика - које су некада бујно украшавале неколико соба, значило је да су презентације биле донекле оскудне и различитог квалитета.
2014. године руска влада је коначно доделила значајна средства како би омогућила потпунију и аутентичнију обнову дворца царске породице. То је укључило сецесијску јаворову собу и прослављену љубичасту собу Александре. У септембру 2015. године палата је затворена за јавност  због овог великог вишегодишњег пројекта.